# Трофимов, Юрий Вячеславович
Трофимов Юрий Вячеславович (род. 25 марта 1958, Чёрный Отрог, Оренбургская область) — российский политик, руководитель Законодательного собрания Оренбургской области третьего созыва (2002—2006 гг.)

## Биография
Окончил школу в г. Абдулино. C 1976 по 1981 год учился в Оренбургском сельскохозяйственном институте. Трудовую деятельность начал в 1981 году в Абдулинском МРО «Сельхозтехника» в должности старшего инженера-дефектовщика, затем работал главным инженером этого предприятия. В 1986 году становится ведущим инженером РАПО по эксплуатации машинно-тракторного парка и автомобилей г. Абдулино.
С 1986 г. по 1988 г. — первый секретарь Абдулинского РК ВЛКСМ.
С 1988 г. по 1991 г. — директор Абдулинского опытного завода НПО «Селекционная техника».
В 1991 г. становится главой администрации г. Абдулино и Абдулинского района и занимает эту должность до 1999 года.
С 1999 г. по 2002 г. — заместитель главы — руководитель аппарата главы администрации области.
В марте 2002 г. избран депутатом Законодательного собрания области.
С апреля 2002 г. по март 2006 г. — председатель Законодательного собрания области третьего созыва.
В марте 2006 г. назначен на должность вице-губернатора — руководителя аппарата Губернатора и Правительства области.
С 21 июля 2010 г. Указом Губернатора Ю. А. Берга назначен на должность вице-губернатора — заместителя председателя Правительства — руководителя аппарата Губернатора и Правительства Оренбургской области на срок полномочий Губернатора Оренбургской области.
В 2009 году награждён государственной наградой Российской Федерации медалью ордена «За заслуги перед Отечеством» II степени.
Женат. Имеет двоих детей.